# Chrystian Mieczysław Kretowicz
Chrystian Mieczysław Kretowicz, ps. „Orso” (ur. 13 sierpnia 1896 we Lwowie, zm. 3 czerwca 1975 w San Diego) – major obserwator Wojska Polskiego, działacz niepodległościowy.

## Życiorys
Urodził się 13 sierpnia 1896 we Lwowie, w rodzinie Emila.
Podczas I wojny światowej był żołnierzem Legionów Polskich w szeregach I Brygady. U kresu wojny brał udział w obronie Lwowa podczas wojny polsko-ukraińskiej, służąc w składzie sformowanego 7 listopada 1918 „Tanku Piłsudskiego” pod komendą ppor. Edwarda Sas-Świstelnickiego, w stopniu sierżanta pełnił stanowisko celowniczego czołowego karabinu maszynowego (we wspomnieniach dowódcy tegoż pojazdu był określony jako Mieszko Kretowicz). Po odzyskaniu przez Polskę niepodległości 1918 został przyjęty do Wojska Polskiego. Uczestniczył w wojnie polsko-bolszewickiej w 1920 oraz w III powstaniu śląskim w 1921.
W 1922 w stopniu porucznika piechoty służył w 39 pułku piechoty. Został awansowany na stopień porucznika w korpusie oficerów aeronautycznych z dniem 1 czerwca 1919, a następnie na stopień kapitana w korpusie oficerów aeronautycznych z dniem 1 lipca 1923. W 1923, 1924, 1934 był oficerem 2 pułku lotniczego w Krakowie. Został awansowany na stopień majora w korpusie oficerów aeronautyki ze starszeństwem z dniem 1 stycznia 1932. W 1932 był przydzielony do Departamentu Aeronautyki Ministerstwa Spraw Wojskowych. W marcu 1933 został przeniesiony do 3 pułku lotniczego w Poznaniu na stanowisko dowódcy dywizjonu.
Podczas II wojny światowej służył w Armii Polskiej na Wschodzie. Po wojnie przebywał na emigracji w Stanach Zjednoczonych. Należał do Koła Lwowian w Los Angeles.
Zmarł 3 czerwca 1975 w San Diego.

## Ordery i odznaczenia
- Krzyż Niepodległości – 24 października 1931 „za pracę w dziele odzyskania niepodległości”[14][1][15]
- Krzyż Walecznych[16]
- Złoty Krzyż Zasługi
- Srebrny Krzyż Zasługi – 10 listopada 1928 „w uznaniu zasług, położonych w poszczególnych działach pracy dla wojska”[17]